# Commercial Metals Company
Die Commercial Metals Company (CMC) ist ein amerikanischer Stahlhersteller. Er besitzt fünf Elektrostahlwerke („Mini-Mills“) in den USA und eines in Polen. Das Ausgangsmaterial ist zu 95 % Schrott.

## Mini-Mills
- Birmingham (Alabama)
- Mesa (Arizona)
- Magnolia (Arkansas)
- Cayce (South Carolina)
- Seguin (Texas)
- Zawiercie (Schlesien)